# Techrules GT96
La Techrules AT96 / GT 96 est une supercar hybride rechargeable du constructeur chinois de voitures de sport Techrules.

## Développement et présentation
Lors du 86e salon de Genève en 2016, Techrules expose une supercar hybride à turbine électrique et tous carburants, encore en développement, pouvant supporter, entre autres, de rouler au kérosène. Elle est présentée dans une teinte bleue. Les feux arrière courent sur toute la largeur de la voiture, laquelle est surplombée d'un aileron proéminent. La carrosserie est composée de fibre de carbone. Le poids total de la voiture est 1 380 kilos.
Techrules s'associe au designer italien Giorgetto Giugiaro et à l'ingénieur LM Gianetti pour le développement de sa supercar. La production, réalisée en Italie à Turin, devrait être de 25 exemplaires par an.
En novembre 2016, la mise en production est confirmée pour 2017.

## Moteur
Six moteurs électriques pesant chacun treize kilos sont répartis sur l'ensemble des roues, un sur chaque roue avant, deux sur chaque roue arrière. La consommation est annoncée à 4,8 L/100 km,.

## Performances constructeur
| Vitesse maximale | 350 km/h |
| Accélération     |          |
| 0 à 100 km/h     | 2,5 s    |
| 0 à 200 km/h     | ?s       |

## Technologie
Le plein du réservoir peut être fait avec du kérosène, pour une optimisation des performances de la voiture ou avec des carburants plus conventionnels.